# قلعة دختر (كرمان)
قلعة دختر هي قلعة ومعبد تاريخي تعود إلى عصر ما يقرب من ثلاثة آلاف سنة، وتقع في كرمان بإيران.

## معرض الصور

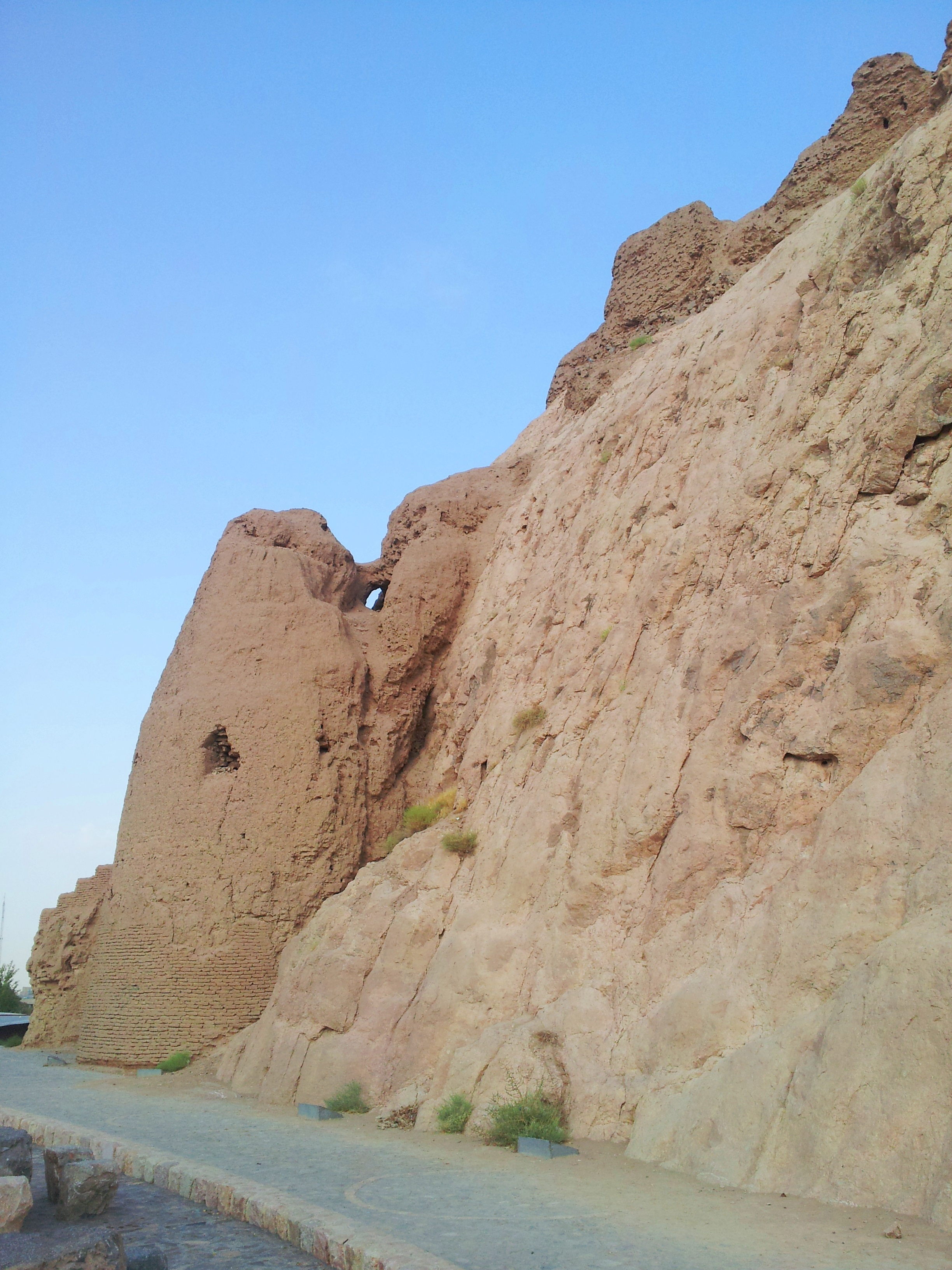
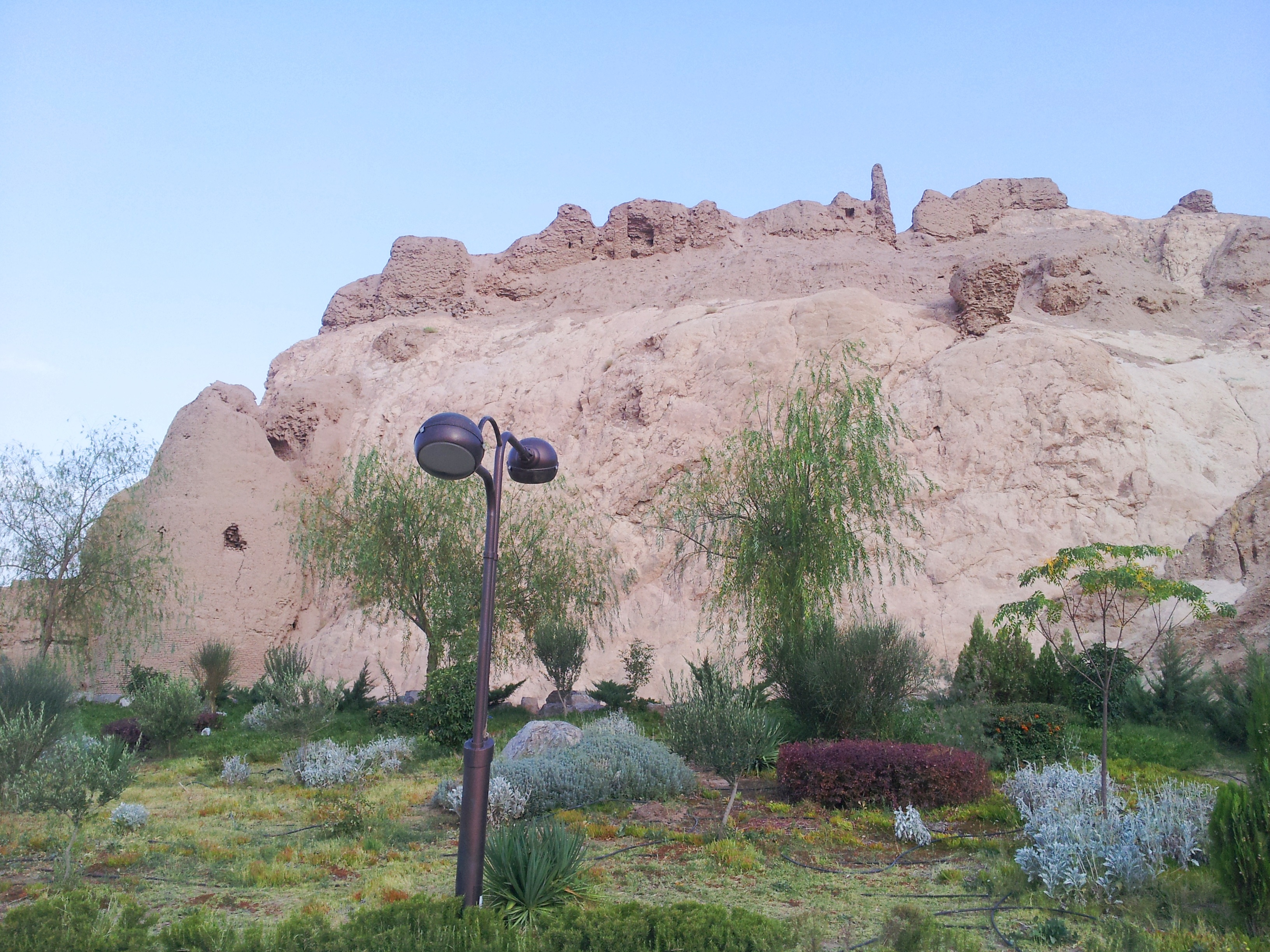
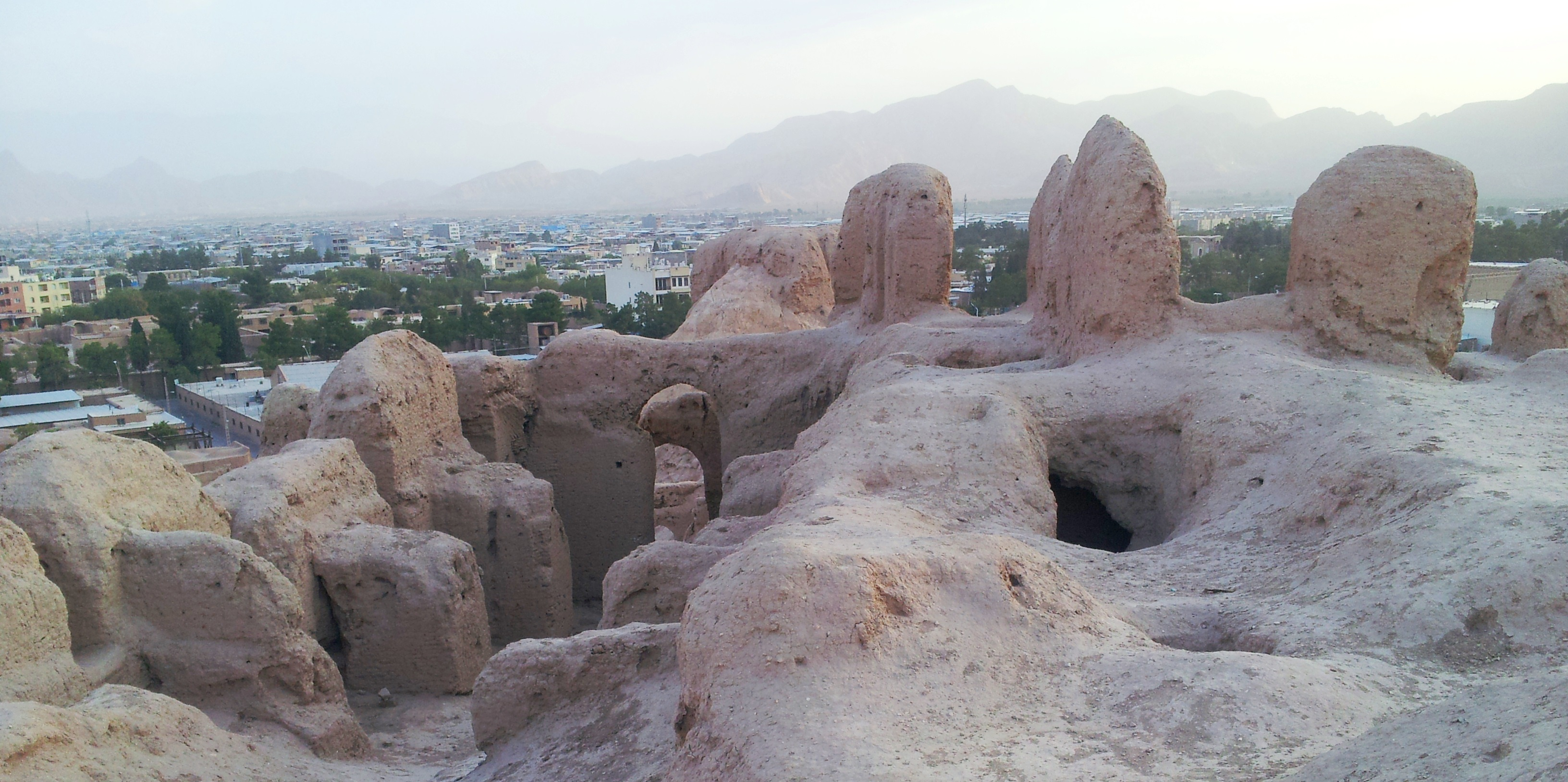
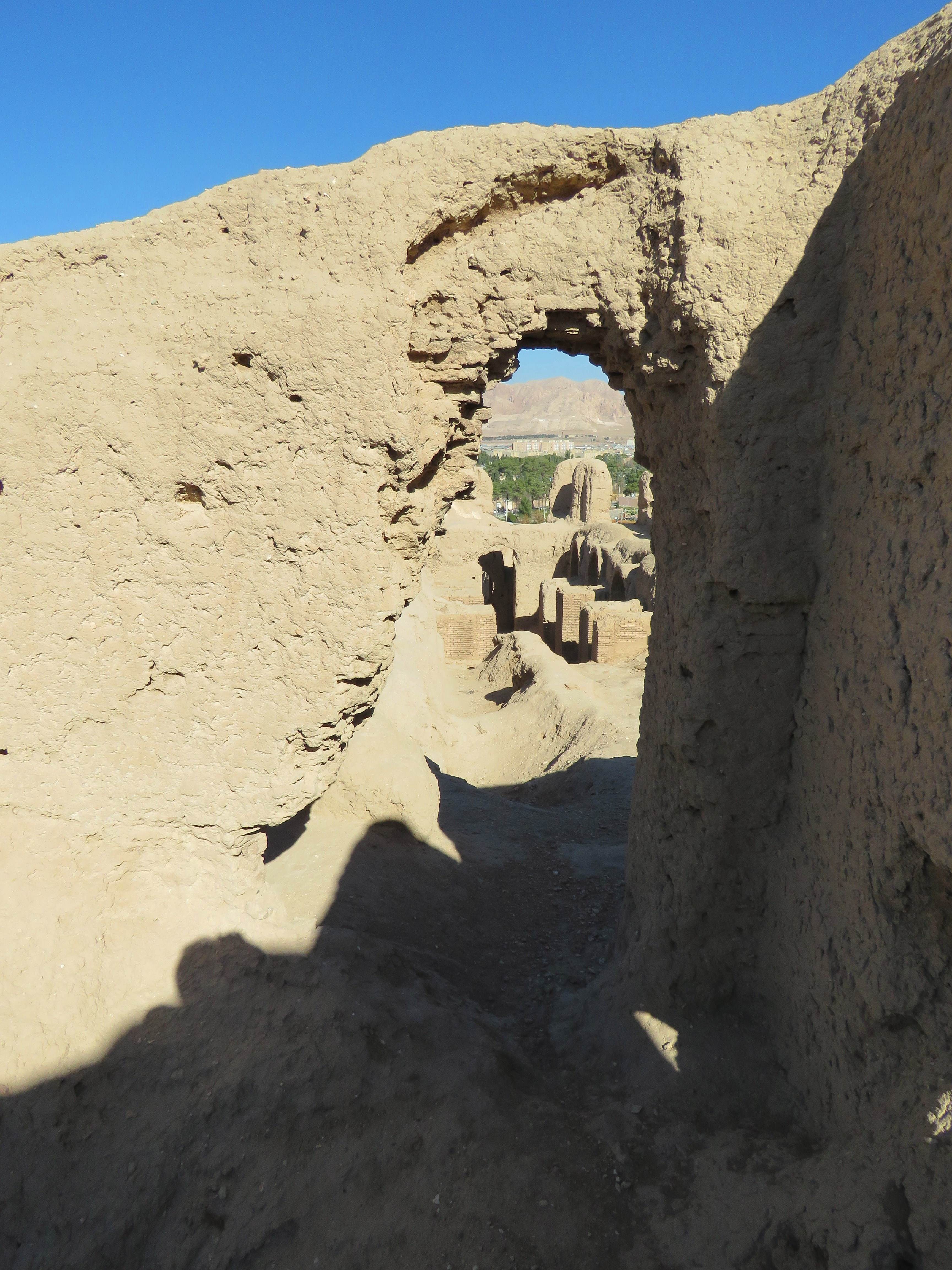